# Le Roi Louis

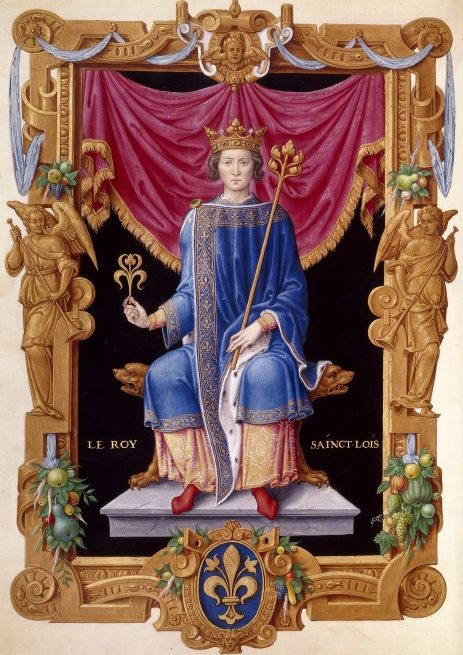
Svatý Ludvík

Le Roi Louis je středověká píseň, která velebí udatnost a odhodlání francouzského krále Ludvíka IX., který se připravuje na sedmou křížovou výpravu.

## Význam
Středobod písně tvoří Ludvíkovo volání k jeho baronům, kteří mu vykládají své pochybnosti a výmluvy, aby jej nemuseli doprovázet. Přesto král jejich námitky jednu po druhé vyvrací. Na konci písně se králi podaří přesvědčit své vazaly, aby jej doprovázeli, a poté se vydají směrem k Egyptu.

## Text
Le Roy Louis a convoqué,

Tous ses barons et chevaliers.

Le Roy Louis a demandé,

« Qui veut me suivre où que j'irai ? »

Les plus ardents se sont dressés,

Ont juré Foi, Fidélité.

Les plus prudents ont deviné,

Où le Roy voulait les mener.

Ainsi parla le Duc de Baume,

« Je combattrai pour le royaume ».

Le Roy lui dit « c'est point assez :

Nous défendrons la Chrétienté ».

Ainsi parla Seigneur d'Estienne :

« Je défends la terre chrétienne,

Mais je ne veux pas m'en aller

Semer la mort dessus la mer ».

« Ah », dit le Roy, « notre domaine,

S'étend sur la rive africaine,

Jusqu'au désert le plus avant.

C'est notre fief, et prix du sang ».

S'en est allé le Roy Louis.

Les plus fidèles l'ont suivi.

S'en sont allés bien loin, bien loin,

Pour conquérir le fief divin.